# نحن نملك هذه المدينة
نحن نملك هذه المدينة (بالإنجليزية: We Own This City)‏ هو مسلسل قصير أمريكي من بطولة جون بيرنثال، يونومي موساكو، جيمي هيكتور وداريل بريت جيبسون. صدر المسلسل في 25 أبريل 2022 وتكون من 6 حلقات.